# العلاقات النيجرية الدومينيكية
العلاقات النيجرية الدومينيكية هي العلاقات الثنائية التي تجمع بين النيجر ودومينيكا.

## مقارنة بين البلدين
هذه مقارنة عامة ومرجعية للدولتين:
| وجه المقارنة                                              | النيجر          | دومينيكا              |
| --------------------------------------------------------- | --------------- | --------------------- |
| المساحة (كم2)                                             | 1.27 مليون      | 751                   |
| عدد السكان (نسمة)                                         | 21.48 مليون     | 73.92 ألف             |
| الكثافة السكانية (ن./كم²)                                 | 16.91           | 9.84 ألف              |
| العاصمة                                                   | نيامي           | روسو                  |
| اللغة الرسمية                                             | لغة فرنسية      | لغة إنجليزية          |
| العملة                                                    | فرنك غرب أفريقي | دولار شرق الكاريبي    |
| الناتج المحلي الإجمالي (بليون دولار)                      | 8.12 مليار      | 562.54 مليون          |
| الناتج المحلي الإجمالي (تعادل القوة الشرائية) بليون دولار | 19.01 مليار     | 789.63 مليون          |
| الناتج المحلي الإجمالي الاسمي للفرد دولار أمريكي          | 358             | 7.12 ألف              |
| الناتج المحلي الإجمالي للفرد دولار أمريكي                 | 938             | 10.88 ألف             |
| مؤشر التنمية البشرية                                      | 0.348           | 0.724                 |
| رمز المكالمات الدولي                                      | +227            | +1767                 |
| رمز الإنترنت                                              | .ne             | .dm                   |
| المنطقة الزمنية                                           | ت ع م+01:00     | 00، توقيت أطلنطي موحد |

## منظمات دولية مشتركة
يشترك البلدان في عضوية مجموعة من المنظمات الدولية، منها:
| علم المنظمة | اسم المنظمة                                 | تاريخ انضمام النيجر | تاريخ انضمام دومينيكا |
| ----------- | ------------------------------------------- | ------------------- | --------------------- |
|             | مؤسسة التنمية الدولية                       | 24 أبريل 1963       | 29 سبتمبر 1980        |
|             | يونسكو                                      | 10 نوفمبر 1960      | 9 يناير 1979          |
|             | وكالة ضمان الاستثمار متعدد الأطراف          | 10 مايو 2012        | 7 أكتوبر 1991         |
|             | الأمم المتحدة                               | 20 سبتمبر 1960      | 18 ديسمبر 1978        |
|             | مجموعة دول أفريقيا والكاريبي والمحيط الهادئ | ?                   | ?                     |
|             | الاتحاد البريدي العالمي                     | ?                   | ?                     |
|             | البنك الدولي للإنشاء والتعمير               | 24 أبريل 1963       | 29 سبتمبر 1980        |
|             | الاتحاد الدولي للاتصالات                    | 14 نوفمبر 1960      | 28 أكتوبر 1996        |
|             | منظمة حظر الأسلحة الكيميائية                | ?                   | ?                     |
|             | مؤسسة التمويل الدولية                       | 7 يناير 1980        | 29 سبتمبر 1980        |
|             | منظمة التجارة العالمية                      | ?                   | ?                     |
|             | منظمة الشرطة الجنائية الدولية               | ?                   | ?                     |